# 馬氏叉鰾石首魚
馬氏叉鰾石首魚為輻鰭魚綱鱸形目鱸亞目石首魚科的其中一種，分布西大西洋區的委內瑞拉海域，體長可達11.5公分，棲息在沿海沙泥底質海域。